# Campionati del mondo di ciclismo su strada 1992
I Campionati del mondo di ciclismo su strada 1992 si disputarono a Benidorm, in Spagna.
Furono assegnati solo due titoli:
- Cronometro a squadre femminile
- Prova in linea maschile Professionisti, gara di 261,000 km

I titoli della prova in linea maschile Dilettanti e della prova in linea femminile vennero assegnati nei Giochi della XXV Olimpiade.

## Medagliere
| Pos.   | Nazione     | Oro | Argento | Bronzo | Totale |
| ------ | ----------- | --- | ------- | ------ | ------ |
| 1      | Italia      | 1   | 0       | 0      | 1      |
| 1      | Stati Uniti | 1   | 0       | 0      | 1      |
| 3      | Francia     | 0   | 2       | 0      | 2      |
| 4      | Russia      | 0   | 0       | 2      | 2      |
| Totale | Totale      | 2   | 2       | 2      | 6      |

## Sommario degli eventi
| Eventi                        | Oro                                               | Tempo                      | Argento                            | Tempo | Bronzo                                          | Tempo |
| Uomini Professionisti         |                                                   |                            |                                    |       |                                                 |       |
| Gara in linea dettagli        | Gianni Bugno Italia                               | 6h34'28" Media 39,790 km/h | Laurent Jalabert Francia           | s.t.  | Dmitrij Konyšev Russia                          | s.t.  |
| Donne                         |                                                   |                            |                                    |       |                                                 |       |
| Cronometro a squadre dettagli | Stati Uniti Bankaitis, Bolland, Golay, Stephenson | ?                          | Francia Legal, Longo, Marsal, Odin | ?     | Russia Fatkulina, Grinina, Kibardina, Koljaseva | ?     |